# Kasteel van Kiewit

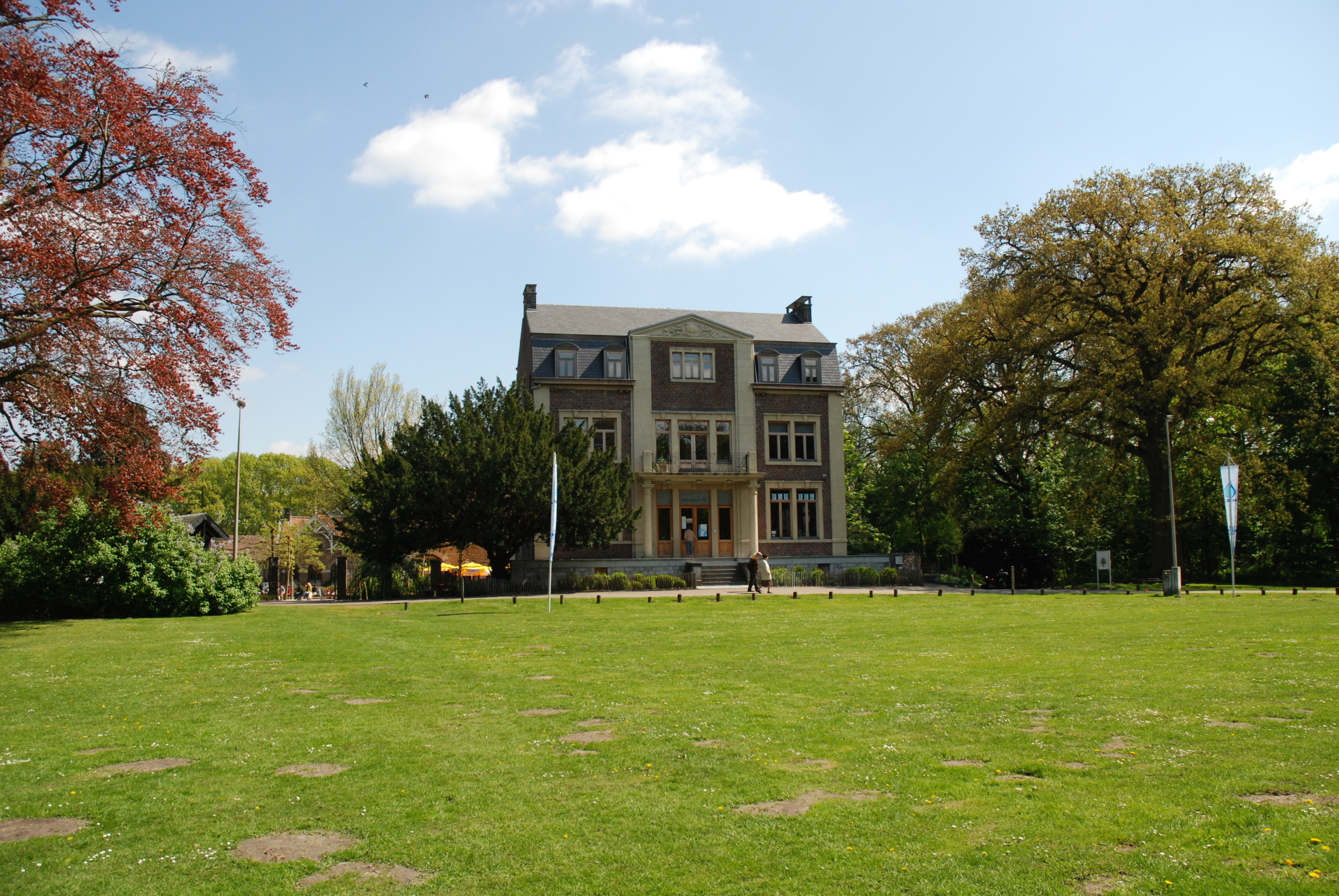
Kasteel van Kiewit

Het Kasteel van Kiewit (niet te verwarren met Kasteel Kewith), is een kasteeltje in Kiewit, gelegen in het Natuurdomein Kiewit.
Het betreft een neoclassicistisch herenhuis, gebouwd in de 2e helft van de 19e eeuw. Oorspronkelijk was dit een landgoed met enkele kleine boerderijen. In 1868 kocht Hubert Dominique Vroonen dit landgoed. Zijn zoon Emile liet het herenhuis bouwen. Ook een park in Engelse landschapsstijl werd aangelegd. 
In 1944 werd het kasteeltje zwaar beschadigd. Het domein met herenhuis werd in 1953 gekocht door de gemeente Hasselt, en deze verhuurde het tot 1970 aan het bisdom Hasselt, wat er een bezinningscentrum had. Van 1970-1974 werd het betrokken door de zusters Trappistinnen. Hierna werd het omgevormd tot openbaar park met onder meer een kinderboerderij, en in 1976 werd het opengesteld voor het publiek.
Het landhuis bestaat uit drie traveeën en heeft twee bouwlagen en bovendien een zolderverdieping onder mansardedak. De middelste travee heeft een ingangspartij en een op pilaren rustend balkon boven de toegangsdeuren.
Achter het kasteeltje bevinden zich dienstgebouwen en woningen voor het personeel. Daar weer achter bevindt zich een halfgesloten hoeve waarvan de kern uit de 17e eeuw stamt en die oorspronkelijk in vakwerkbouw is uitgevoerd.